# Oreopanax klugii
Espèce
Statut de conservation UICN

 DD  : Données insuffisantes
Oreopanax klugii est une espèce de plantes à fleurs de la famille des Araliaceae.

## Publication originale
- Notizblatt des Botanischen Gartens und Museums zu Berlin-Dahlem 15(5): 687–688. 1942.